# Doctors (serie de televisión)
Doctors (en hangul, 닥터스; romanización revisada, Dakteoseu), conocida en español como Doctores, es una serie de televisión surcoreana de drama médico transmitida por SBS desde el 20 de junio hasta 23 de agosto de 2016. La trama se centra en el romance entre un neurocirujano, que transforma la vida de una joven rebelde en una doctora, teniendo la serie, la premisa de como una persona y su vida puede cambiar, cuando conoce a alguien totalmente diferente.
Es protagonizada por Park Shin-hye que toma el papel de la alborotadora y rebelde Yoo Hye-jung en la serie, junto a Kim Rae-won, como Hong Jin-hong, el médico neurocirujano. Es dirigida por Oh Choong-hwan (Run Toward Tomorrow). El 15 de junio de ese año, Doctors fue presentada a la prensa en una conferencia que tuvo lugar en la sede de SBS en Seúl, encabezada por los actores principales, acompañados por Yoon Kyun-sang y Lee Sung-kyung, quienes también participan en la serie.

## Argumento
La rebelde Yoo Hye-jung obtuvo en su momento dificultades en la escuela por su dura personalidad, todos la veían como mala, pero su comportamiento radicaba en las cicatrices que obtuvo su infancia, a través de la supervivencia, manteniendo su corazón cerrado, lejos de otras personas. Sin embargo, ella cambia después de conocer, quien se convertiría en su mentor, Hong Ji-hong, que juega un papel clave en la transformación de su vida de una joven rebelde e indefensa, a una doctora compasiva.
La relación de la adolescente Hye-jung, se vuelve cercana con su profesor pero un rumor y varios sucesos harán que estos dos se separen.
Año después se reencontraran trabajando en el mismo hospital, los que los va a acercar y revivirá viejos sentimientos 
Sin embargo,tras su llegada al hospital como residente, Hye-jung, deberá lidiar con más de algún problema, cuando se tope con Jin Seo-woo, quien se convierte directamente en su rival. Pero la mala relación entre Hye-jung y Seo-woo, se ve calmada con la presencia de Jung Yoon-do y Ji-hong.

## Reparto

### Personajes principales
- Park Shin-hye como Yoo Hye-jung.
  - Kal So-won como Hye-jung (niña).
- Kim Rae-won como Hong Ji-hong.
  - Park Solomon como Ji-hong (niño).
- Yoon Kyun-sang como Jung Yoon-do.
- Lee Sung-kyung como Jin Seo-woo.

### Personajes secundarios
Relacionados con Hye-jung
- Kim Young-ae como Kang Mal-soon.
- Jung Hae-kyun como Yoo Min-ho.
- Han Bo-bae como Yoo Yoo-na.
- Ji Soo como Kim Soo-cheol.
- Moon Ji-in como Cheon Soon-hee.

Relacionados con Ji-hong
- Lee Ho-jae como Hong Doo-shik.
- Yoo Da-in como Cho In-joo.

Relacionados con Seo-woo
- Jeon Kook-hwan como Jin Sung-jong.
- Uhm Hyo-seop como Jin Myung-hoon.
- Yoon Hae-young como Yoon Ji-young.

Personas del Hospital Kookil
- Kim Min-seok como Choi Kang-soo.
- Baek Sung-hyun como Pi Young-kook.

### Otros personajes
- Jang Hyun-sung como el videpresidente Kim Tae-ho.
- Jin Sun-kyoo como Kim Chi-hyun.
- Kim Hye-yoon como una estudiante de secundaria.
- Kim Soo-jin.
- Lee Bom-so-ri como So-ri.

### Apariciones especiales
- Namkoong Min como Nam Ba-ram (invitado, episodios 13–15)[5]
- Im Ji-kyu como un hombre con una pistola.
- Lee Ki-woo como Gong Byung-doo, como jefe de la banda (cameo, episodios 1, 3-6, 9)
- Lee Joon-hyuk como un pandillero y el subordinado del jefe de la banda Byung-doo (Ep. 1)

## Recepción

### Audiencia
En Azul la audiencia más baja y en rojo la más alta, correspondientes a las empresas medidoras TNms y AGB Nielsen. Doctors, pese a emitirse durante lunes y martes, el 22 de agosto de 2016 por la noche, fueron emitidos los episodios 18 y 19, debido a cambios de horarios provocados por la cobertura de SBS en los Juegos Olímpicos de Río.
| Ep. #    | Fecha de estreno     | Share        | Share        | Share       | Share       |
| Ep. #    | Fecha de estreno     | TNmS Ratings | TNmS Ratings | AGB Nielsen | AGB Nielsen |
| Ep. #    | Fecha de estreno     | Nacional     | Seúl         | Nacional    | Seúl        |
| -------- | -------------------- | ------------ | ------------ | ----------- | ----------- |
| 1        | 20 de junio de 2016  | 11.4 %       | 15.1 %       | 12.9 %      | 14.7 %      |
| 2        | 21 de junio de 2016  | 12.4 %       | 16.9 %       | 14.2 %      | 16.2 %      |
| 3        | 27 de junio de 2016  | 12.8 %       | 16.5 %       | 14.4 %      | 16.9 %      |
| 4        | 28 de junio de 2016  | 14.6 %       | 17.8 %       | 15.6 %      | 18.0 %      |
| 5        | 4 de julio de 2016   | 16.1 %       | 20.7 %       | 18.4 %      | 20.2 %      |
| 6        | 5 de julio de 2016   | 16.8 %       | 20.8 %       | 19.7 %      | 21.6 %      |
| 7        | 11 de julio de 2016  | 18.4 %       | 22.3 %       | 18.8 %      | 21.3 %      |
| 8        | 12 de julio de 2016  | 17.8 %       | 20.3 %       | 19.2 %      | 21.1 %      |
| 9        | 18 de julio de 2016  | 16.8 %       | 20.0 %       | 19.4 %      | 21.5 %      |
| 10       | 19 de julio de 2016  | 17.2 %       | 19.9 %       | 19.3 %      | 22.6 %      |
| 11       | 25 de julio de 2016  | 17.2 %       | 20.2 %       | 19.2 %      | 21.9 %      |
| 12       | 26 de julio de 2016  | 18.2 %       | 20.9 %       | 18.7 %      | 21.7 %      |
| 13       | 1 de agosto de 2016  | 17.6 %       | 20.6 %       | 18.5 %      | 20.8 %      |
| 14       | 2 de agosto de 2016  | 17.2 %       | 21.2 %       | 19.6 %      | 21.8 %      |
| 15       | 8 de agosto de 2016  | 20.0 %       | 23.3 %       | 21.3 %      | 23.1 %      |
| 16       | 9 de agosto de 2016  | 18.4 %       | 21.4 %       | 20.6 %      | 22.4 %      |
| 17       | 15 de agosto de 2016 | 20.6 %       | 23.8 %       | 20.8 %      | 22.8 %      |
| 18       | 22 de agosto de 2016 | 16.2 %       | 19.7 %       | 17.8 %      | 19.6 %      |
| 19       | 22 de agosto de 2016 | 16.1 %       | 19.5 %       | 19.5 %      | 22.0 %      |
| 20       | 23 de agosto de 2016 | 17.9 %       | 21.2 %       | 20.2 %      | 22.0 %      |
| Promedio | Promedio             | 16.6 %       | 20.1 %       | 18.4 %      | 20.6 %      |

## Banda sonora
| Track listing |                                |                            |          |  |
| N.º           | Título                         | Artista                    | Duración |  |
| 1.            | «No Way»                       | Park Yong In, Kwon Soon Il | 3:44     |  |
| 2.            | «Sunflower»                    | Younha                     | 3:30     |  |
| 3.            | «It's Love»                    | Jung Yup                   | 3:42     |  |
| 4.            | «You're Pretty»                | 2MUCH                      | 3:07     |  |
| 5.            | «Sunshower»                    | SE O                       | 4:40     |  |
| 6.            | «No Way» (Instrumental)        | Kwon Soon Il, Park Yong In | 3:44     |  |
| 7.            | «Sunflower» (Instrumental)     | Younha                     | 3:30     |  |
| 8.            | «It's Love» (Instrumental)     | Jungyup                    | 3:42     |  |
| 9.            | «You're Pretty» (Instrumental) | 2MUCH                      | 3:07     |  |
| 10.           | «Sunshower» (Instrumental)     | SE O                       | 4:40     |  |
| 11.           | «School»                       | Park Se Joon               | 2:35     |  |
| 12.           | «From Me To You»               | Park Se Joon               | 2:57     |  |
| 13.           | «Beautiful Lies»               | Park Se Joon               | 2:06     |  |
| 14.           | «Chromatic Surgery»            | Park Se Joon               | 4:15     |  |
| 15.           | «Doctor's Memory»              | Park Se Joon               | 1:51     |  |
| 16.           | «Healing Heart»                | Park Se Joon               | 2:16     |  |
| 17.           | «Into the Time»                | Park Se Joon               | 2:16     |  |
| 18.           | «Table Death»                  | Park Se Joon               | 2:03     |  |
| 19.           | «Pitter-Patter»                | Park Se Joon               | 1:35     |  |
| 20.           | «Awake Surgery»                | Park Se Joon               | 2:54     |  |
| 21.           | «Hurt and Heart»               | Park Se Joon               | 2:09     |  |
| 22.           | «Sad Gold Spoon»               | Park Se Joon               | 2:46     |  |
| 23.           | «Good-bye My Fellow»           | Park Se Joon               | 2:59     |  |
| 24.           | «Code Blue»                    | Park Se Joon               | 2:43     |  |
| 25.           | «Doctors In Love»              | Park Se Joon               | 1:43     |  |

## Premios y nominaciones
| Año  | Categoría                               | Premio                | Nominado       | Resultado |
| ---- | --------------------------------------- | --------------------- | -------------- | --------- |
| 2016 | Mejor actor revelación                  | 5th APAN Star Award   | Yoon Kyun-sang | Ganó      |
| 2016 | Top Excellence Award, Actor             | 9th Korea Drama Award | Jang Hyun-sung | Ganó      |
| 2016 | Special Award, Actress in a Genre Drama | 24th SBS Drama Award  | Lee Sung-kyung | Nominada  |
| 2016 | Special Award, Actor in a Genre Drama   | SBS Drama Award       | Jang Hyun-sung | Nominado  |

## Emisión internacional
- Canadá: All TV (2016).
- Costa Rica: Teletica (2020).
- Estados Unidos: TKC-TV (2016), KSCI-TV (2016) y Pasiones (2019).
- Filipinas: ABS-CBN (2018).
- Hong Kong: Now Drama Channel (2016-2017).
- Indonesia: RTV (2017).
- Japón: TV Asahi (2017).
- Latinoamérica: Pasiones (2019, 2020).
- Malasia: Sony One (2016), Astro Shuang Xing (2017) y Astro AEC (2017).
- Perú: Willax Televisión (2021).
- Singapur: Channel U (2017).
- Tailandia: Channel 8 (2016).
- Taiwán: GTV (2016) y CTS (2017).
- Vietnam: HTV2 (2016-2017).